# Посольство России на Украине
Посольство Российской Федерации на Украине (укр. Посольство Росії в Україні) — ныне не функционирующее дипломатическое представительство (посольство) Российской Федерации на Украине. Открылось 6 августа 1992 года и находилось в столице Украины городе Киеве, миссия располагалась по адресу: Воздухофлотский проспект, 27. До 24 февраля 2022 года посольством управлял временный поверенный в делах Российской Федерации на Украине Владимир Жеглов.

## Генеральные консульства, что существовали до 2022 года
- Консульский отдел Посольства России в Киеве
- Генеральное консульство России во Львове
- Генеральное консульство России в Харькове
- Генеральное консульство России в Одессе
- Почётное консульство России в Чернигове

До 2014 года существовало и функционировало Генеральное консульство России в Симферополе. Консульство располагалось в Совнаркомовском переулке, 3а. После аннексии Крыма Россией генеральное консульство России в Симферополе было упразднено и ликвидировано. В настоящее время в здании бывшего консульства России размещается Представительство МИД России в городе Симферополе.

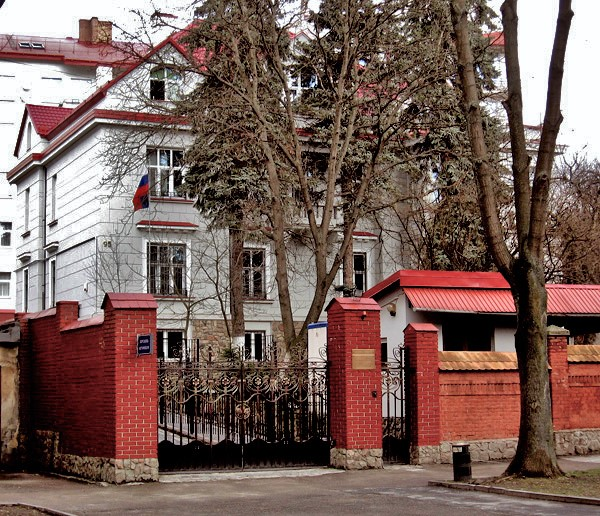
Генеральное консульство России во Львове
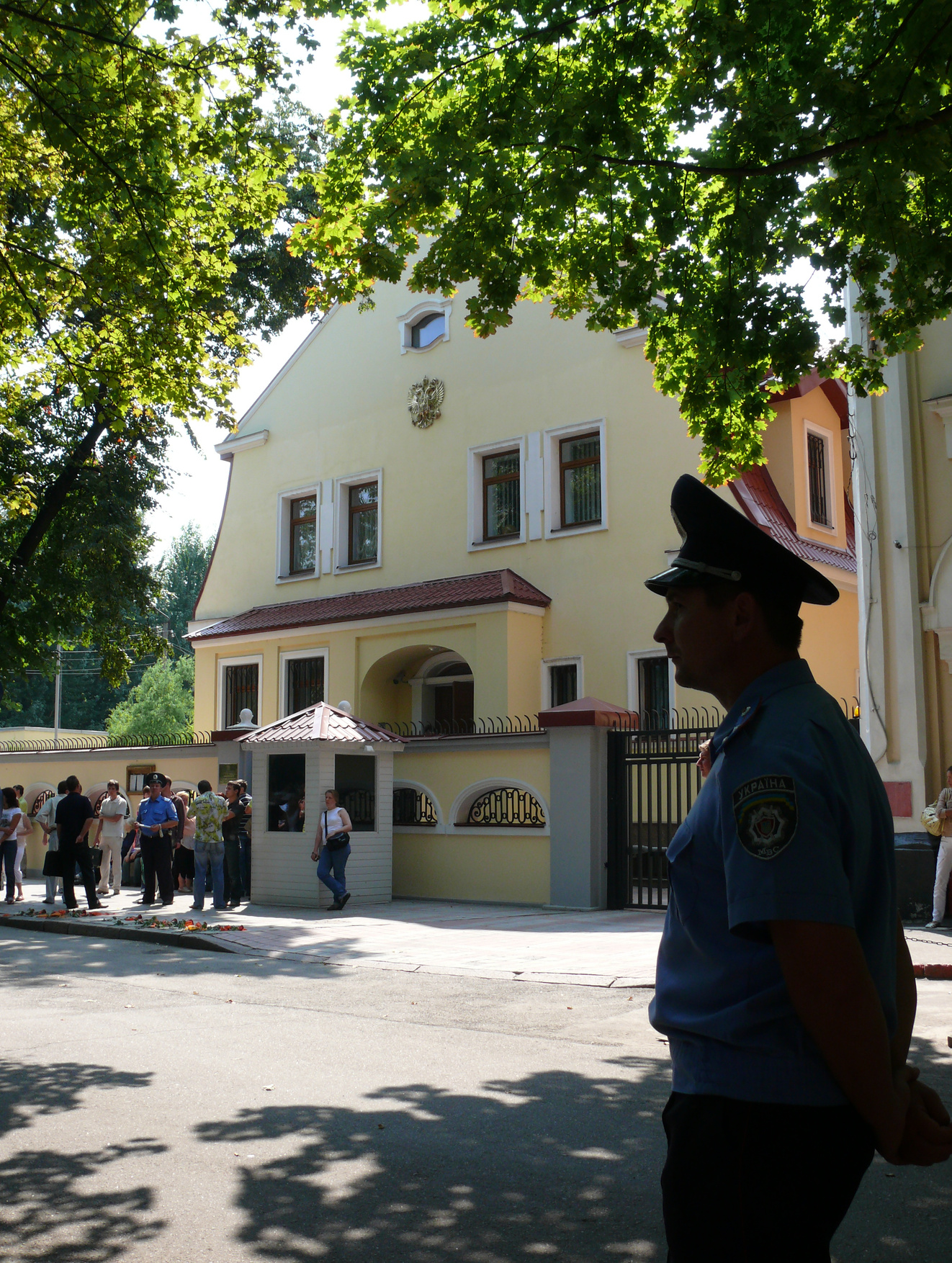
Генеральное консульство России в Харькове
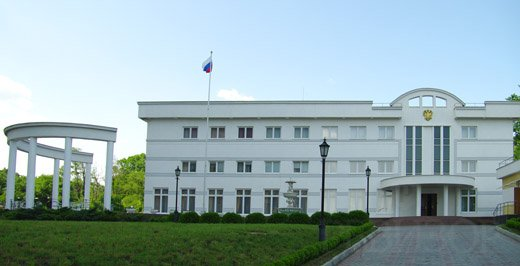
Генеральное консульство России в Одессе

## Послы
Послы и временные поверенные, с 2016 по 2022 года, России на (в) Украине:
1. Смоляков, Леонид Яковлевич[8] (14 февраля 1992 г., № 140[9] — 24 мая 1996 г., № 773)
2. Дубинин, Юрий Владимирович[10] (24 мая 1996 г., № 774 — 6 августа 1999 г., № 1005)
3. Абоимов, Иван Павлович (6 августа 1999 г., № 1007 — 21 мая 2001 г., № 572)
4. Черномырдин, Виктор Степанович (21 мая 2001 г., № 573 — 11 июня 2009 г., № 654[11])
5. Зурабов, Михаил Юрьевич (5 августа 2009 г., № 937[12] — 28 июля 2016 г., № 376[13])
6. Торопов, Сергей Львович (28 июля 2016 года[14] — 16 ноября 2016 года) (временный поверенный)
7. Лукашик, Александр Петрович (16 ноября 2016[15] — не ранее 10 февраля 2022 года[16]) (временный поверенный)
8. Жеглов, Владимир Юрьевич (до 24 февраля 2022 года) (временный поверенный)

## Происшествия
В ночь на 15 июня 2014 года вокруг посольства собралась толпа протестующих против политики России в отношении Украины, катализатором сбора явилось уничтожение украинского самолёта Ил-76 российскими боевиками, членами военных формирований  Луганской Народной Республики. Позже там появились представители правоохранительных органов и начали попытки блокировать периметр вокруг посольства. Позже эти подразделения были отведены, и украинские власти попытались организовать переговорный процесс с протестующими. Позже подъехал и всё время находился там первый заместитель главы администрации президента Украины Михаил Зубец, министр внутренних дел Арсен Аваков, начальник Киевского управления СБУ, потом исполняющий обязанности министра иностранных дел Украины, Андрей Дещица. 10 марта 2016 года по инициативе Парасюка и нескольких депутатов ВР снова организовали нападение на Российское посольство и консульства в Львове и Одессе, уголовных дел пока не возбуждалось.
В конце октября 2014 по факту нападения на посольство было возбуждено уголовное дело.
В ночь на 17 сентября 2016 года группа из 20 неизвестных в масках-балаклавах обстреляли здание посольства Российской Федерации в Киеве из салютных установок и забросали его петардами. В то же время 2 неизвестных мужчины развернули плакат с надписью «Русские свиньи, вам здесь не рады! Сегодня — фейерверк, а завтра будут „Грады!“». Здание посольства значительных повреждений не получило, а неизвестные нападавшие разбежались.
18 сентября 2016 года в Киеве у здания посольства РФ на Украине произошли стычки между полицией и протестующими, блокирующими вход в здание. Под зданием посольства собралось около 10 представителей различных организаций, протестующих против проведения выборов в Государственную думу РФ в Крыму. Протестующие под руководством бывшего народного депутата Украины, а ныне депутата Киевского городского совета Игоря Мирошниченко, предприняли попытку снести забор. Посольство РФ было оцеплено правоохранителями, не позволяющими участникам акции проникнуть на его территорию.
23 февраля 2022 года во всех дипломатических представительствах России на Украине началась эвакуация персонала в целях безопасности. На следующий день началось вторжение России на Украину, и в связи с этим Украина объявила о разрыве дипломатических отношений.